# Hans Dornbach
Philipp Heinrich Ernst Johannes Dornbach (* 26. August 1885 in Düsseldorf; † 17. Januar 1952 in Lippstadt) war ein deutscher Maler.

## Leben

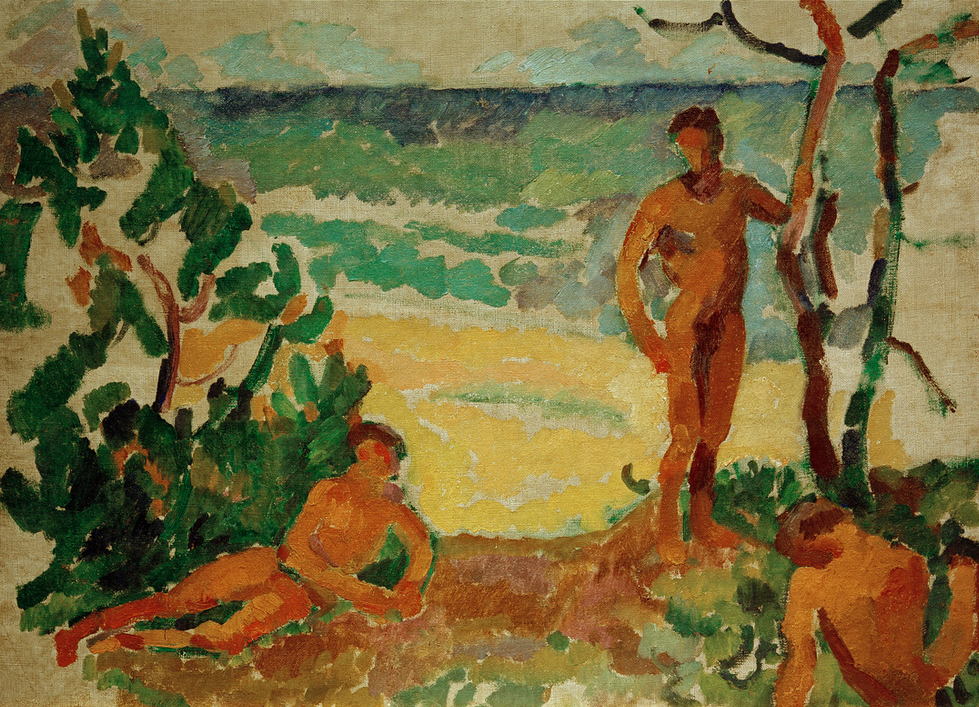
Ostsee mit 3 Akten (1911); Öl auf Leinwand

Hans Dornbach wurde am 26. August 1885 als Sohn des Geheimrats Joseph Dornbach in Düsseldorf geboren. Von 1894 bis 1903 besuchte er Gymnasien in Berlin, Koblenz, Boppard und Bonn, wo er im Anschluss ein Jurastudium aufnahm. Nach zwei Semestern brach er das Studium ab und widmete sich fortan der Malerei. Seine künstlerische Ausbildung in Weimar, wo er auch von Ludwig von Hofmann unterrichtet wurde, dauerte vier Jahre. 1908 siedelte Dornbach nach Paris über, wo er für die nächsten zwei Jahre die Malschule Rancon besuchte. Im Jahre 1911 nahm Dornbach als Künstler an der vierten Ausstellung der Neuen Secession in Berlin teil. Seit 1913 war er mit Else Wedow verheiratet, mit der er eine Tochter und drei Söhne hatte. Mit Beginn des Ersten Weltkriegs 1914 wurde Dornbach Soldat, 1917 schied er aus gesundheitlichen Gründen aus und siedelte nach Caputh über, um sich fortan seiner Malerei zu widmen.
Nach dem Tod des Vaters 1919 zog Dornbach nach Koblenz zu seiner Mutter an den Kolonnenweg und begann dort mit dem Ausbau des unterhalb im Garten gelegenen Luisenturms, den die Familie 1911 von der Stadt Ehrenbreitstein erworben hatte. Der Turm diente ihm zunächst als Werkstätte, später auch als Wohnraum. Sein Atelier entstand 1920 als Anbau am Turm. Mit anderen ortsansässigen Künstlern gründete Dornbach 1919 in Koblenz die Künstlervereinigung „Das Boot“. Außer zu anderen Künstlern unterhielt er auch Kontakte zu Schriftstellern, etwa Joseph Breitbach. Hans Dornbach war auch Mitglied im Deutschen Künstlerbund.
1935 starb seine Frau Else, 1941 heiratete er Freia Nitzsche. Der Zweite Weltkrieg brachte dem Künstler Dornbach und seinem Werk neben dem Tod des Sohnes Dietz 1943 einen weiteren herben Verlust bei: Ein Luftangriff in der Nacht des 6. November 1944 traf unter anderem das Grundstück am Kolonnenweg, woraufhin Turm und Atelier ausbrannten. 170 seiner Gemälde sowie Skizzen, Entwürfe und Notizen gingen in Flammen auf, das Anwesen und der Garten lagen in Trümmern. Bis 1947 restaurierte und renovierte der Maler zusammen mit seiner Ehefrau eigenhändig den Turm und das Atelier.
Dornbach hatte zeitweilig Sympathien für die Nationalsozialisten empfunden, auch wenn er während des Dritten Reiches keine offizielle Funktion übernahm und auch kein Mitglied der NSDAP wurde. Später distanzierte er sich nachdrücklich davon: "wir haben eine Schuld auf uns geladen, auch ich als ständiger Segner der NSDAP./ wir hätten unsere Kinder lieber zu Krüppeln schlagen sollen als wir das Elend heraufziehen sahen und die Kinder inmitten dazwischen verführt...."
1947 wurde er zum Präsidenten des neu gegründeten Landesberufsverbands bildender Künstler Rheinland-Pfalz (heute BBK Rheinland-Pfalz) gewählt, welcher er bis Januar 1952 blieb. 1949 gründete er außerdem die Arbeitsgemeinschaft bildender Künstler am Mittelrhein (AKM), deren erster Vorsitzender er wurde. Zudem war er Senator des am 9. Februar 1947 gegründeten Rheinischen Kulturinstituts. Hans Dornbach starb am 17. Januar 1952 in Lippstadt.

## Werk
Dornbachs Werk ist in Verbindung mit dem deutschen bzw. dem rheinischen Expressionismus zu sehen bzw. stand diesem nahe, auch wenn er diesem nicht zugerechnet wird. Vor allem der Kubismus wurde zum bestimmenden Einfluss auf den Maler, wie auch seine häufigen Reisen nach Italien und Frankreich sein Werk beeinflussten. Seine Bilder verbreiten daher oft ein „mediterranes Lebensgefühl“. Daneben bot die Koblenzer Wahlheimat ihm Motive für seine Malerei.
1937 wurden in der Nazi-Aktion „Entartete Kunst“ aus der Städtischen Gemäldegalerie Bochum sein expressives Tafelbild Blumenstilleben mit Spielzeug und aus den Kunstsammlungen der Stadt Düsseldorf Zdenka (Öl auf Leinwand, 76 × 60 cm, um 1919) beschlagnahmt und vernichtet.